# Continental Life Building
El Continental-Life Building, también conocido como Continental Building, es un rascacielos de estilo art déco, que se encuentra en la ciudad de San Luis, en el estado de Misuri (Estados Unidos). El edificio está ubicado en Grand Center en el barrio de Midtown de San Luis, y es visible desde la Interestatal 64 / Highway 40 y la Interestatal 44. Se completó en 1930, mide 87 metros y tiene 22 pisos. 

## Historia
Encargado por Edmund Monroe "Ed" Mays para que albergase sus dos negocios, Continental-Life Insurance y el Grand National Bank, el edificio fue diseñado por William B. Ittner, un destacado arquitecto de San Luis. 
El 22 de septiembre de 1955, el edificio fue comprado por 2 millones de dólares por los entonces urbanizadores Robert A. Futterman y Jerry Tenney, de 27 años. Cuando Futterman murió repentinamente en 1961, al ahogarse con un sándwich en una cena a los 33 años, su muerte llevó al edificio casi a la insolvencia. En su libro de 2003 The Queen of Lace, The Story of the Continental Life Building, el desarrollador y autor Stephen Trampe lo llamó "el sándwich que inició el declive".
La torre albergó negocios hasta mediados de la década de 1960, cuando entre sus copropietarios se encontraban el alcalde de San Luis, Alfonso J. Cervantes, el prominente abogado defensor de San Luis, Morris Shenker, y Harold Koplar de la compañía de televisión KPLR. En algún momento de la década de 1970, el edificio se deterioró. 
Después de algunos comienzos en falso, a fines de la década de 1990 los desarrolladores de San Luis Stephen Trampe y Mike Barry asumieron el proyecto, renovando el edificio en apartamentos. Reabrió sus puertas en 2001. Posteriormente, Trampe escribió un libro sobre la historia y el renacimiento del edificio.
El edificio tiene un estacionamiento de tres pisos conectado, que es utilizado tanto por residentes como por clientes del cercano Teatro Fox. La parte superior del estacionamiento tiene una piscina al aire libre para uso de los residentes. 
Desde el edificio se pueden ver numerosos edificios representativos de San Luis, gracias a su ubicación y altura. es el caso del Arco Gateway, One Metropolitan Square (el edificio más alto de San Luis), The Dome at America's Center, el Museo de la Ciudad, el Civil Courts Building, la cervecería Anheuser Busch, algunas partes del Jardín botánico de Misuri, incluida la cúpula geodésica Climatron, el Hospital Estatal de San Luis, la torre de agua de Compton Hill, el campus de la Universidad de San Luis y el Centro de Ciencias de San Luis. 
Los elementos arquitectónicos del edificio fueron recolectados con el tiempo por la St. Louis Building Arts Foundation y devueltos al edificio durante la renovación de Stephen Trampe. Otros elementos aún permanecen en el almacén de la fundación, en Sauget (Illinois). 
En los comentarios del DVD de Los Cazafantasmas se dice que el edificio de apartamentos de Dana sigue el modelo de la parte superior del edificio Continental Life de San Luis. El edificio de apartamentos de Dana en realidad se encuentra en el número 55 de Central Park West, en la ciudad de Nueva York. El edificio tiene sólo 20 pisos de altura. Para la película, se utilizaron pinturas mate y modelos para hacer que el edificio pareciera más alto, con más pisos, inspirándose en la parte superior del Continental Life Building. 